# Anita Awosusi
Anita Awosusi (* 1956) ist eine deutsche Autorin, Herausgeberin, die sich für die Rechte der Sinti und Roma einsetzt. Sie ist Sintezza.

## Leben
Anita Awosusi ist 1956 geboren. Ihre Eltern sind Überlebende des Porajmos, dem Völkermord an Sinti und Roma im Nationalsozialismus. Seit Mitte der 80er Jahre setzt sich Anita Awosusi für die Rechte der Sinti und Roma ein. Seit den 90er Jahren publiziert sie als Autorin zur Erinnerungskultur des Porajmos, zu Musik sowie kritisch zu stereotypisierten Darstellungen der Sinti und Roma.
Sie war als Leiterin des Referates Dialog sowie Vorstandsmitglied des Dokumentations- und Kulturzentrum Deutscher Sinti und Roma in Heidelberg tätig. Im Rahmen dieses Tätigkeit arbeitete sie als politische Bildnerin zur Erinnerungspolitik an den Porajmos mit Jugendlichen.
Als Musikerin entwickelte sie das Musik- und Lyrik-Projekt Rom Som – Ich bin ein Mensch – Lyrik und Lieder der Sinti und Roma zusammen mit dem Violinisten Romeo Franz und u. a. Musikerinnen. Anita Awosusi trägt (traditionelle) Klagelieder und lyrische Texte über die Verfolgung von Roma und Sinti während des Nationalsozialismus von Sinti und Roma aus ganz Europa vor. Sie wird dabei begleitet von der Sinti-Jazz-Band Romeo Franz Ensemble.
Anita Awosusi ist verheiratet und lebt in Karlsruhe.

## Auszeichnungen
Im Jahr 1996 erhielt Anita Awosusi zusammen mit Michail Krausnick und Romani Rose den Sonderpreis für besondere Programmleistungen des Civis Fernsehpreis für den Beitrag Auf Wiedersehen im Himmel – Die Kinder von der St. Josefspflege (SWF).

## Publikationen
- mit Michail Krausnick: Katalog zur Ausstellung „Die Überlebenden sind die Ausnahme“ – der Völkermord an Sinti und Roma: eine Ausstellung des Verbandes Deutscher Sinti, Landesverband Rheinland-Pfalz, Landau, Pfalz 1992.
- mit Michail Krausnick: Abfahrt: Karlsruhe. Die Deportation des Pfälzer und Karlsruher Sinti. Dokumente und mündliche Erinnerung, in: Bulletin trimestriel de la Fondation Auschwitz, Jahrgang 1994, Nr.: 44/45, S. 97–111.
- als Hrsg.: Die Musik der Sinti und Roma (= Schriftenreihe des Dokumentations- und Kulturzentrums Deutscher Sinti und Roma), Heidelberg 1996–1998, 3 Bände:
  - Band I: Die ungarische „Zigeunermusik“, ISBN 3-929446-07-3.
  - Band II: Der Sinti-Jazz, ISBN 3-929446-09-X.
  - Band III: Der Flamenco, ISBN 3-929446-10-3.
- als Hrsg.: Stichwort: Zigeuner – Zur Stigmatisierung von Sinti und Roma in Lexika und Enzyklopädien. Wunderhorn, Heidelberg 1998, ISBN 3-88423-141-3.
- als Hrsg.: Zigeunerbilder in der Kinder- und Jugendliteratur. Wunderhorn, Heidelberg 2000, ISBN 3-88423-177-4.
- mit Romeo Franz, Unge Schmitt: Das unsichtbare Volk: Colloquium über Sinti und Roma an der Universität Bremen im WS 1999/2000, Radio Bremen 2000.
  - Band 9: Rom Som – Lyrik und Lieder der Sinti und Roma.
- mit Andreas Pflock: Sinti und Roma im KZ Natzweiler-Struthof – Anregungen für einen Gedenkstättenbesuch – Geschichte, Rundgang, Biografien, Informationen. Dokumentations- und Kulturzentrum. Deutsche Sinti und Roma, Heidelberg 2006, ISBN 978-3-929446-19-7.
- mit Andreas Pflock: Den Opfern ein Gesicht geben – Historische Fotografien im Kontext der pädagogischen Arbeit des Dokumentations- und Kulturzentrums Deutscher Sinti und Roma, in: Silvio Peritore, Frank Reuter (Hrsg.): InszenIerung des Fremden. Fotografische Darstellung von Sinti und Roma im Kontext der historischen Bildforschung, Heidelberg 2011, S. 263–279, ISBN 978-3-929446-28-9.[9]
- Vorwort zum Dossier Perspektiven und Analysen von Sinti und Roma in Deutschland, herausgegeben von Jane Schuch und Isidora Randjelović, Berlin 2014.[10]